# M. King Hubbert
Marion King Hubbert (5 octombrie 1903-11 octombrie 1989) a fost un geofizician care a lucrat pentru laboratorul de investigație a companiei Shell în Houston Texas. A realizat diverse contribuții în câmpul geologiei și geofizicii, în special la teoria vârfului lui Hubbert, care are importante conotații politice.

## Investigație
Hubbert a realizat mai multe contribuții la geofizică, între care demonstrația matematică potrivit căreia roca din Scoarța terestră trebuie să aibă proprietăți plastice, la fel ca argila, datorită marii presiuni la care este supusă pe mari suprafețe. Această demonstrație explică observațiile că scoarța pământului se deformează cu timpul. Hubbert de asemenea a studiat fluidele din interiorul pământului.
Totuși, Hubbert este în mod special cunoscut prin studiile lui referitor la rezervele de petrol și gaz natural. A prezis că producția de petrol a unui depozit subteran experimentează o evoluție descrisă de curbura lui Gauss , atinzând maximul când jumătate din petrol s-a extras și apoi începe să scadă. La adunarea din 1956 din American Petroleum Institute în San Antonio, Texas, Hubbert a făcut publică prezicerea că producția totală de petrol din Statele Unite vor atinge maxima producție (vârful) la sfârșitul anilor 60 sau la începutul anilor 70. Când în 1970 teoria a fost confirmată, Hubbert a atins o mare notorietate. Curba folosită în analiză se cunoaște acum sub numele de curba lui Hubbert și vârful curbei ca vârful lui Hubbert.
.
În 1975, când Statele Unite încă sufereau de o anumită lipsă de petrol din cauza crizei din 1973, National Academy of Sciences a confirmat valoarea calculelor lui Hubert despre rezervele disponibile de petrol și gaz natural și a recunoscut că estimările lor anterioare mai optimiste erau greșite.

## Citat
- Neștiința noastră no este atât de mare ca incapacitatea noastră să folosim cea ce știm.

Originalul: Our ignorance is not so vast as our failure to use what we know.

## Documente
- (en inglés) Biografía : King Hubbert
- The Texas State Historical Association (4 decembrie 2002), Handbook of Texas Online: Hubbert, Marion King. Accessed 27 iulie 2004.
- National Academy of Sciences (1990), Tribute to M. King Hubbert. Printed in "Letter to Members", Volume 19—Number 4, April 1990. Available at Tribute to M. King Hubbert Arhivat în 19 noiembrie 2005, la Wayback Machine., accessed at 27 iulie 2004.
- Hubbert's biography and quotes on Hubbert Peak of Oil Production M. King Hubbert Arhivat în 15 iunie 2006, la Wayback Machine.. Accessed 27 martie 2005.
- Interview with Steve Andrews; 5 martie 1988 Arhivat în 10 februarie 2006, la Wayback Machine.

1. ↑  M. King Hubbert, SNAC, accesat în 9 octombrie 2017
2. 1 2  Marion King Hubbert, Encyclopædia Britannica Online, accesat în 9 octombrie 2017
3. ↑  IdRef, accesat în 23 mai 2020
4. ↑  Geological Society of America
5. ↑   https://www.fi.edu/en/laureates/marion-king-hubbert Lipsește sau este vid: |title= (ajutor)
6. ↑   http://www.geosociety.org/awards/past.htm#penrose Lipsește sau este vid: |title= (ajutor)
7. ↑   https://www.geolsoc.org.uk/About/Awards-Grants-and-Bursaries/Society-Awards/William-Smith-Medal Lipsește sau este vid: |title= (ajutor)